# Slovanské hrnčířské značky
Označování den keramických nádob reliéfními symboly je široce rozšířeným projevem slovanské hmotné kultury raného a vrcholného středověku. Ačkoliv první archeologické nálezy hrnčířských značek ze středoevropského regionu pocházejí již z poloviny 19. století, účel značení není i přes enormní badatelské úsilí dosud zcela uspokojivě vysvětlen. Odhalení významu hrnčířských značek je tak některými archeology považováno za archeologickou hádanku století.

## Výskyt a původ zvyku
Ve východní části střední Evropy se značená keramika objevuje nejprve v Karpatské kotlině, a to na konci 8. století n. l. Ojedinělé doklady ze Slovenska a Maďarska se však datují nejspíše již o století dříve. Odtud pak zvyk značit dna nádob patrně proniká na území dnešního Česka. Hrnčířské značky se objevují nejprve na Moravě, a to již na časně slovanské keramice přelomu 8. a 9. století, jak je patrno například z nálezu na Pohansku u Břeclavi. V průběhu 9. století se obyčej postupně šíří a dna s reliéfními symboly z tohoto období jsou archeology běžně nalézána i v dalších dobových moravských centrech, stejně jako na venkovských lokalitách. V Čechách se fenomén objevuje paralelně s šířením velkomoravské kultury zhruba od 2. poloviny 9. století. Přežívá kolaps Velké Moravy na počátku 10. století a v plné síle přetrvává v Čechách i na Moravě až do 13. století, kdy se z archeologických nálezů začíná postupně vytrácet. Posledními nálezy hrnčířských značek archeologové disponují z 15. století.
Nad původem zvyku značení den nádob nepanuje dosud úplná badatelská shoda. Proti názoru archeologa Antona Točíka, že tento obyčej byl do Karpatské kotliny zavlečen saltovo-majackou kulturou z jižního Ruska někdy v průběhu 8. století n. l. se postavil archeolog a etnograf Karel Černohorský, který připomněl starší slovenské a maďarské nálezy a původ jevu hledal už někdy v 5. století n. l. u alanské kultury ústřední části severního Kavkazu. Nicméně ani tento výklad se v současné době nejeví jako zcela uspokojivý, jelikož dna nádob se značkami byly archeology objevena i v prostoru východních Alp, kde místní slovanské populace v průběhu 6. století n. l. techniku značení přebírají nejspíše od původního římsko-provinciálního obyvatelstva. Zdroj tohoto zvyku pronikajícího v raném středověku do střední Evropy tak nebyl dosud spolehlivě identifikován.

## Technika značení

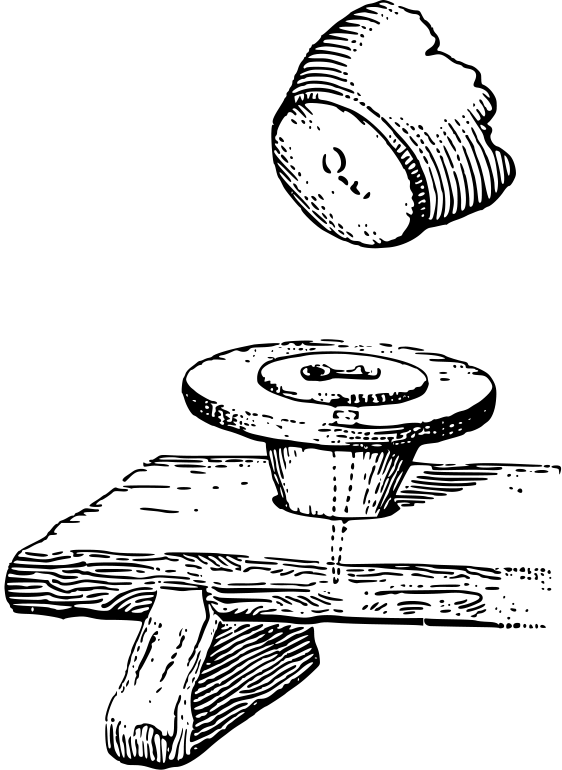
Způsob otištění značky ze dna kruhu do dna nádoby.

Charakteristickým projevem hrnčířských značek je výskyt sérií identických reliéfních otisků, které archeology přivedly k závěru, že původní předloha musela být užívána opakovaně a vyskytovala se tak nejpravděpodobněji jako rytina přímo na disku hrnčířského kruhu. Z něj se pak otiskla do dna nádoby při její výrobě. Vzhledem ke skutečnosti, že značen byl jen malý podíl nádob (valná většina nádob byla bez značky či jen s otiskem osy kruhu) a že z raně středověkého období neexistují doklady odřezávání den z hrnčířských kruhů (které by otištěnou značku odstranilo), musel být tento disk kruhu odnímatelný a nahraditelný dalšími obdobnými disky bez značek. Tyto předpoklady archeologů potvrzovalo i etnografické bádání, které existenci archaických typů hrnčířských kruhů s odnímatelnými disky, stejně jako hrnčířů pracujícími s několika takovými disky, zachytilo v živé kultuře ještě na počátku 20. století.
V současné době se tak archeologické bádání shoduje na tom, že rytými, ať již jednoduššími, či složitějšími symboly byly opatřovány samotné kruhy středověkých hrnčířů. Některé původně jednodušší symboly, jak ukazuje vyhodnocení některých archeologických lokalit, byly v průběhu užívání dodatečně upravovány, čímž vznikaly symboly stále složitější.

## Teorie o účelu hrnčířských značek
Účel značení den nádob nebyl archeology nikdy zcela vysvětlen. Za období více než 150 let, během něhož národopisci a posléze i profesionální badatelé hrnčířské značky na dnech slovanských nádob zkoumají, bylo formulováno několik hypotéz o jejich funkci v raně a vrcholně středověké společnosti. Tyto hypotézy je v zásadě možno rozdělit do dvou, respektive tří, skupin.
První skupina uvažuje o magické či apotropaické funkci zobrazených symbolů. Podle ní mají rytiny a jejich otisky zajistit úspěch výrobního procesu, trvanlivost obsahu nádoby, případně zlepšit kvalitu nádoby samotné. V tuzemské archeologii byl zastáncem této funkce značek především archeolog Zdeněk Váňa.
Druhá skupina názorů se na problematiku dívá ekonomickou perspektivou. Značky měly podle badatelů spadajících do této názorové skupiny význam pro vztah producenta a spotřebitele. Měly to být symboly reprezentující jednotlivé dílny, či naopak identifikující zákazníka, pro něhož byly nádoby určeny.
Trochu upozaděna dnes zůstává starší hypotéza o čistě praktickém účelu značek, byť má také částečnou oporu v etnografii. Podle ní měly značky sloužit pro lepší centrování hrnčířské hlíny a zabraňovat jejímu sklouzávání z otáčejícího se hrnčířského kruhu.
Každá z výše uvedených skupin hypotéz má nejspíše svoji vědeckou hodnotu. Zatímco hypotézy o magické či apotropaické funkci značek vysvětlují symbolickou pestrost využitých motivů, ekonomický přístup ozřejmuje malý podíl značených nádob (pro označení celé várky stačilo umístit značku jen na jednu nebo několik málo nádob) a interpretuje také některými archeology zachycené zesložiťování vzorů (má být projevem generačního předávání dílny - každá nová generace hrnčířů si k původní rytině přidala nový prvek). Vyloučena není ani praktická funkce rytin v hrnčířských kruzích, které mohly usnadňovat výrobní proces. Prezentované názorové proudy spolu ve skutečnosti nejsou v rozporu a mohou odrážet různé úhly pohledu na komplexní roli hrnčířských značek v minulosti.

## Mapování identických hrnčířských značek

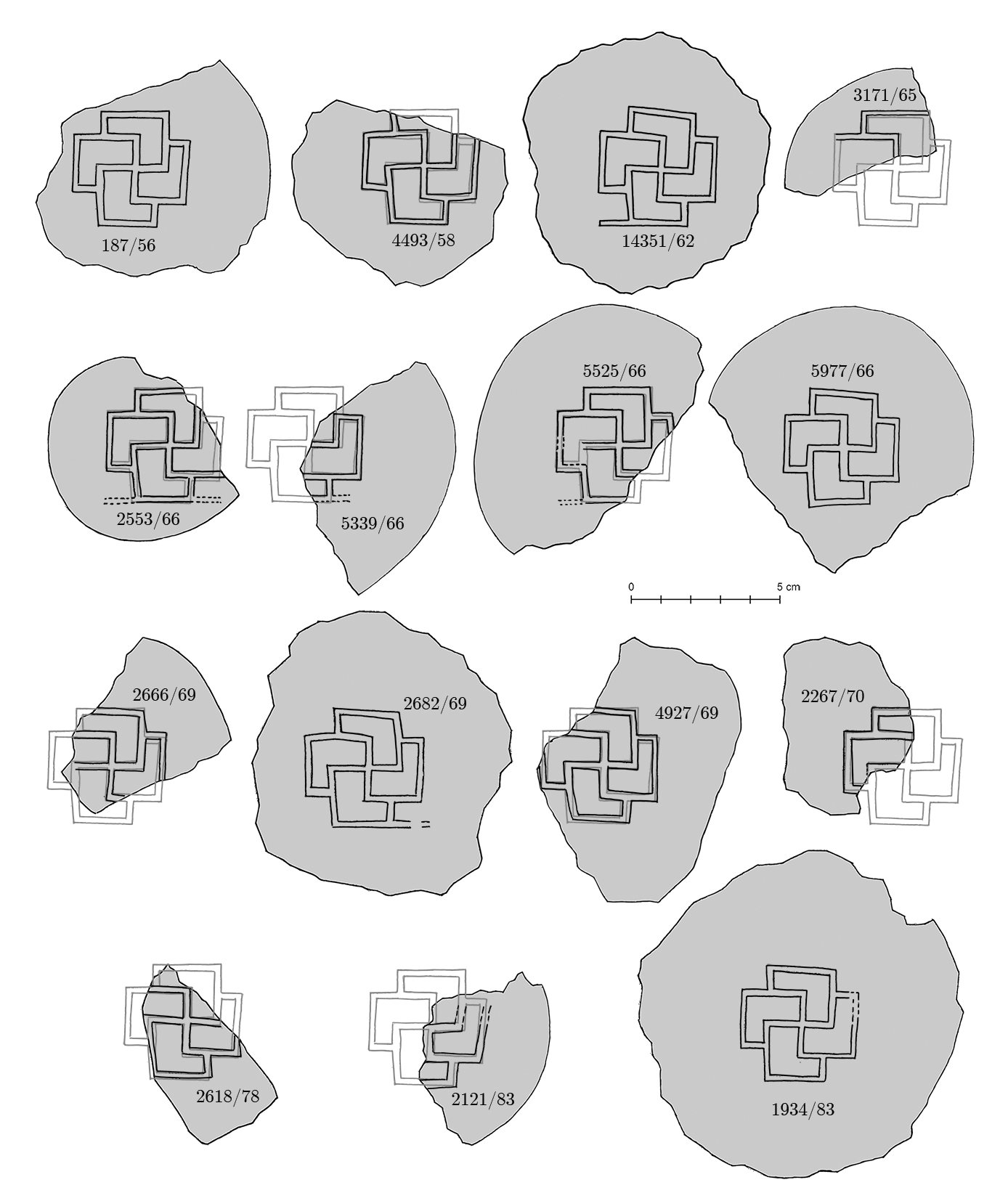
Soubor identických značek z velkomoravského centra v Mikulčicích (9. století).

I přes těžkosti shah o vysvětlení původního účelu hrnčířských značek je pro archeology tento pramen cenným zdrojem informací. Prostřednictvím mapování identických značek jsou schopni zkoumat rysy středověké ekonomiky nezachycené dostatečně písemnými prameny - především charakter organizace produkce a distribuce spotřebního zboží. Z něj je pak možno usuzovat na obecnější rysy dobové ekonomiky. Výchozím předpokladem tohoto zkoumání je, že identická značka na dně nádoby vzniká otiskem do stejné rytiny na stejném hrnčířském kruhu. Dvě nádoby s identickou značkou tak s největší pravděpodobností pocházejí z rukou jednoho hrnčíře a tedy i jedné hrnčířské dílny. Cílem výzkumu je tak rozpoznání identických značek a mapování jejich geografického rozptylu. Tímto způsobem je možno rekonstruovat distribuční síť hrnčířské dílny, stejně jako vymezit prostor, v rámci nějž byly výrobky jedné dílny využívány a spotřebovány.
Takto zpracované soubory hrnčířských značek v minulosti čeští archeologové využili k úvahám nad organizací hrnčířské výroby ve středních Čechách, v přemyslovském centru ve Staré Boleslavi, či velkomoravském centru na Pohansku u Břeclavi. Dosud největší vyhodnocená kolekce hrnčířských značek (více než 600 ks) pak napomohla modelovat tržní systém jádra Velké Moravy a lépe pochopit organizaci produkce dobových moravských center a jejich hospodářských zázemí. Adekvátně vyhodnocený však stále zůstává jen zlomek nalezených hrnčířských značek, bádání tak disponuje velkým potenciálem i do budoucna.